# 風力鉄道に乗って
『風力鉄道に乗って』（ふうりょくてつどうにのって）は、斉藤洋による児童文学である。挿絵は佐々木マキ。出版元は理論社、初版は1990年である。

## あらすじ
主人公の坂井 渉は中学受験を控えた小学生。塾の模擬テストを受けるつもりで、いつもの電車に乗ったつもりだったが、それは見慣れない普段とは全く違う列車だった。
本来停車すべき駅を次々と通過していく列車に、次第に不安を抱く渉。そんな彼に、同じ車両に乗り合わせた中年男性が、この列車は風力鉄道だと教えてくれる。
日本の鉄道には存在しえないはずの風力鉄道。それは日本ではないどこか、不思議な世界を走る列車だった。

## 登場人物
坂井 渉（さかい わたる）
主人公の小学6年生。塾の模擬テストを受けに、JR中央線新宿駅から快速列車に乗ろうとしたところ、誤って風力鉄道の列車に乗ってしまう。風力鉄道に乗ってしまった以上すぐには塾のテストに出られないので、覚悟を決め、風力鉄道の旅を楽しむことに。
中学受験を控えているため、生活のいろいろなことを、受験知識や問題になぞらえてしまうくせがある。
マイケル・フォックスブラザー
渉と同じ車両に乗り合わせていた乗客。一見西洋人のような風体をしているが、日本語をしゃべる。
誤乗した渉に風力鉄道の存在を教えたり、周遊券を買い与えるなど、手助けをした。
遠山 新三郎（とおやま しんざぶろう）
マイケル・フォックスブラザーの弟。風貌はキツネであるが、直立二足歩行であり、手も5本指である。
兄と釣りに行く約束で風力鉄道に乗車する。
犬が子供のころから苦手で、犬のウェイターと一時喧嘩をしそうになっていた。
車掌さん
風力鉄道の車掌。他の「あっち側」のキャラクターはモデルが何の生き物なのかわかるが、この人物だけは不明。
チャミー
ネコとサイの子供。
トイレに行こうとして誤って外出、即座にハゲタカにさらわれたが、渉によって救出される。
トラのプロレスラー
クマのプロレスラーに奪われたタイトルを奪い返すために、ルアモンデナにライオンのプロレスラーと共に向かっていたレスラー。
渉と風呂に入り、渉にチャミーを救うきっかけを与えた。
ライオンのプロレスラー
クマのプロレスラーに奪われたタイトルを奪い返すために、ルアモンデナにトラのプロレスラーと共に向かっていたレスラー。
チャミー母
ネコの女性。サイと結婚する。
チャミー父
サイの男性。ネコと結婚する。

## 世界観
主人公の渉が居る世界は、我々読者と同じ現実世界であると考えられる。作中では「こっち側」と「あっち側」という表現がなされているが、渉の視点から見ると、風力鉄道の存在する世界が「あっち側」ということになる。渉は「四次元や異空間」という表現で二つの異なる世界を解釈したが、「あっち側」の人間であるマイケル・フォックスブラザーはそれを否定しなかった。
「あっち側」の世界では内燃機関を発明した人物は存在したが、それは環境破壊につながるとして、使用しないことが決定されたという。故に風力鉄道が存在しているわけである。
「あっち側」の世界には、哺乳類の風貌をした人物が多く見られる。マイケル・フォックスブラザーなどの、いわゆる人間の姿をした人物も少ないながら存在する。また、種族（？）が異なる者同士でも婚姻が可能なようである。
「あっち側」の地名はすべて、「こっち側」の日本語をさかさまにした言葉である。
- チミレカワ駅
- イロッピダダ湖
- ニダカタゲハ
- ルアモデンナ（「あっち側」の首都）
- バリツノネツキ

また、「こっち側」の日本では普通に使用されているカタカナや漢字は使用されておらず、文字はひらがなだけとなっている（昔は漢字やカタカナも使用されていたらしい）。

## 風力鉄道の装備
- 帆
ヨットに使われるような帆。よって「風の吹く方向にしか走れない」、「逆走するにはジグザグに走らないといけない」、「風がなくなるととって臨時停車する」というようなところがある。
また、ジグザグに走るには野球場ほどの幅が必要となるため、ルアモデンナなどの都市でしか逆走はできない。
- 食堂
外見は人間が働いていないこと以外は同じだが、料理はカレーライスとエビフライ定食の二つしかない。
犬のウェイターがおり、犬が苦手な新三郎と険悪なムードに陥っていた。
- 温泉
「こっち側」の温泉とは違い、水は循環していて、湯船の中の湯は再利用される。一方、シャワーの水は再利用されていない。
- ベッド
わらの中に入ってざこねするという原始的なもの。

## 「あっち側」の土地
- バリツノネツキ（キツネの釣り場）
マイケル・フォックスブラザーや遠山新三郎が何度も行く釣り場。魚が多くて人気らしい。
- イロッピダダ湖（だだっぴろい湖）
とても広い湖。あまりの広さのため海と間違えられることが多々ある。
- チミレカワ駅（分かれ道駅）
その名の通り分かれ道となっている。マイケル・フォックスブラザー達はそこからバリツノネツキに行く予定だったが、風向きによってニダカタゲハに行ってしまう。
- ニダカタゲハ（ハゲタカ谷）
ハゲタカが多く生息している谷。大人は襲われる心配は少ないが、子供が襲われることは多々ある。チャミーもここでハゲタカに襲われた。
- ルアモデンナ（なんでもある）
「あっち側」の首都。風向きと逆の方向にも走れるように道が野球場くらい太くなっている。

## 書誌情報
- 斉藤洋作、佐々木マキ絵『風力鉄道に乗って』理論社〈童話パラダイス〉、1990年。ISBN 4-652-00471-0。OCLC 672761426。全国書誌番号:91001011。